# Christian Kelch
Christian Kelch (Greifenhagen, ma Gryfino, Lengyelország, 1657. december 5. – Reval, ma Tallinn, Észtország, 1710. december 2.) balti német protestáns lelkész, krónikaíró.

## Élete
Apja Gottfried Kelech lelkész, anyja Elisabeth Brauer volt. 1668 és 1675 közt a stettini városi iskolába járt, majd nem sokkal az északi háború kitörése után a berlini Joachimsthalsches Gymnasium hallgatója lett. 1678-tól a frankfurti egyetemet történelmet tanult. 1679-ben a Rostocki Egyetemen teológiát hallgatott, többek közt August Vernius (1620-1684) és Michael Cobabus (1610-1686) társaságában. Tanulmányait pénzügyi nehézségek miatt abba kellett hagynia, 1680 májusában Livóniába költözött, hogy ott keressen megélhetést. Két évig Oberhalen (ma: Põltsamaa, Észtország) lelkészénél, valamint Lais (ma: Laiuse, Észtország) lelkészénél. Ez idő alatt az észt nyelvet is elsajátította. Példaképéhez, Reiner Brocmannhoz (1609-1647) hasonlóan ő is támogatta az észt nyelv használatát az egyházi munkában, valamint a vidéki lakosság iskolázottságának javítását. 1682-ben St. Johannis (ma: Järva-Jaani, Észtország) lelkésze lett, itt ő alapította meg az első állami iskolákat a vidéki lakosság számára.
A 17. század végi éhínség és pestisjárvány alatt komoly jótékonysági tevékenységet folytatott. 1697-ben St. Jakobi (ma Viru-Jaagupi, Észtország) lelkész lett. Hevesen bírálta az uralkodó balti német osztály észt vidéki lakossággal való rossz bánásmódját. A nagy északi háború (1700-1721) tönkretette közösségét, Kelch állítólag félelem nélkül védelmezte a lakosságot az orosz katonákkal szemben. 1706-ban préposttá nevezték ki. 1710-ben vezető lelkészi állást ajánlottak fel neki a híres Szent Miklós-templomban, ám mielőtt munkáját megkezdhette volna, elhunyt.
Christian Kelch kétszer volt házas: első házasságát 1683-ban kötötte Sophie Helene Ludwiggal (elhunyt: 1695), második feleségét 1696-ban vette el, az ő neve Euphrosina Coster volt, s Haggersből (ma: Hageri, Észtország) származott.
Kelch fő történelmi művét, a Liefländische Historia-t 1688 és 1691 közt írta. A munka nyomtatásban 1695-ben, Tallinnban jelent meg. A munka Észtország, Livónia és Lettország történetét írja le a legkorábbi időktől egészen 1690-ig. Különösen jelentős a munka folytatása, amely nyomtatásban csak 1875-ben jelent meg, s a térség történetének 1690 és 1707 közti történetét írja le. Mind a mai napig ez az egyik legjobb forrás az időszak történetéről, s különösen az 1695 és 1698 közti éhínség, valamint a nagy északi háború első éveit ábrázolja érzékletesen kortárs szemtanúként.

## Munkái
- Liefländische Historia, oder Kurtze Beschreibung der Denkwürdigsten Kriegs- und Friedens-Geschichte Esth- Lief- und Lettlandes; Vornehmlich in sich begreiffend einen kurtzen Bericht von den Nahmen, Entheilung und Beschaffenheit der Provintz Liefland, ... Theils aus Ein- und Ausländischen Geschicht-Schreibern, ... zusammen getragen und in fünff Büchern abgefasset, Von Christiano Kelchen, Pastore zu St. Johannis in Jerwen. Verlegts Johann Mehner, Buchhändler in Revall, im Jahr 1695 (gedruckt in Rudolphstadt von Heinrich Urban)
- Liefländische Historia. Continuation 1690 bis 1707. Nach der Originalhandschrift zum Druck gegeben. Mit Vorwort, Nachweisen und Personenregister versehen von Johannes Lossius. Dorpat: Schnakenburg's litho- und typogr. Anstalt, 1875

## Külső hivatkozások
- A Liefländische Historia 1695-ös kiadásának online változata

## Fordítás
- Ez a szócikk részben vagy egészben  a   Christian Kelch című német Wikipédia-szócikk ezen változatának fordításán alapul.  Az eredeti cikk szerkesztőit annak laptörténete sorolja fel. Ez a jelzés csupán a megfogalmazás eredetét és a szerzői jogokat jelzi, nem szolgál a cikkben szereplő információk forrásmegjelöléseként.